# Бюжо, Кристиан
Кристиан Бюжо (фр. Christian Bujeau; род. 14 октября 1944, Шаррон, Франция) — французский актёр театра и кино, режиссёр. Выпускник Высшей национальной консерватории драматического искусства. Большую известность получил после съёмок в фильме «Пришельцы». В настоящее время, помимо съёмок, преподаёт актёрское и сценарное мастерство в театральной школе Жана Перимони.

## Избранная фильмография
- 1971 — Графиня де Монсоро / La Dame de Monsoreau — капитан гвардии в Анжу
- 1979 — Наполеон и Жозефина, или Власть желаний / Joséphine ou la Comédie des ambitions — Мюрат
- 1993 — Пришельцы / Les Visiteurs — Жан-Пьер Гуляр
- 1994 — Машина / La Machine — военный
- 1996 — Вечерний прикид / Pédale douce — доктор Северин
- 1998 — Пришельцы 2: Коридоры времени / Les Couloirs du temps : Les Visiteurs 2 — Жан-Пьер Гуляр
- 2001—2004 — Лавка Луи-антиквара / Louis la Brocante — Ги-Пьер де Бансак / Бужар
- 2007 — Красный отель / L'auberge rouge — капитан жандармов
- 2014 — Кухня в Париже — Филипп Буало
- 2017 — SuperАлиби / Alibi.com — Жак
- 2018 — Сердцеед / Le Retour du héros — месье Богран
- 2019 — Дружить по-русски! / Inséparables — Анри Бомонт

## Роли в театре
- 1975 — «Арлезианка» А. Доде, режиссёр Фернан Леду
- 1991 — «Дама от Максима» Ж. Фейдо, режиссёр Бернар Мюрат, театр Мариньи